# Петер Зендель
Петер Зендель (нім. Peter Sendel; 6 березня 1972 року, НДР) — німецький біатлоніст олімпійський чемпіон з біатлону (1998), срібний призер Олімпійських ігор (2002), дворазовий чемпіон світу, призер чемпіонатів світу. Бронзовий призер у розіграші малого кришталевого глобуса в індивідуальних гонках сезону 1999/2000. Учасник «World Team Challenge» або «Різдвяної гонки» 2003 і 2004 з Катрін Апель. Завершив кар'єру на початку сезону Кубка світу з біатлону 2004/2005.
| Спортсмен | Це незавершена стаття про спортсмена. Ви можете допомогти проєкту, виправивши або дописавши її. |